# Biserica reformată din Zalău
Biserica reformată din Zalău este un monument istoric din municipiul Zalău.

## Istoric
Biserica actuală a fost construită la începutul secolului al XX-lea pe locul bisericii romano-catolice medievale cu hramul Sfântul Mihail.